# Trang Mỹ Dung
Trang Mỹ Dung (tên thật Trương Thị Mỹ Dung, sinh ngày 10 tháng 4 năm 1951) là một nữ ca sĩ nhạc vàng nổi tiếng người Việt Nam, thành danh tại Sài Gòn từ trước năm 1975. Bà vốn là học trò của nhóm nhạc sĩ Lê Minh Bằng, tên tuổi của bà gắn liền với các ca khúc Hai mùa mưa, Chuyện ba mùa mưa. Hiện tại bà vẫn sống và sinh hoạt văn nghệ tại Việt Nam.

## Tiểu sử
Trang Mỹ Dung sinh năm 1951 tại Phan Thiết, Việt Nam trong một gia đình Phật tử không có ai theo con đường nghệ thuật, có pháp danh là Lệ Hạnh. Bà theo gia đình vào Sài Gòn sinh sống từ năm 6 tuổi.
Những ngày đầu đi hát, bà lấy nghệ danh là Mỹ Dung. Được một thời gian ngắn, bà vào ban Tạp Lục của nghệ sĩ Tùng Lâm hát hàng tuần trên sóng phát thanh. Bà sửa lại nghệ danh là Trang Mỹ Dung, tương tự các học trò khác của Tùng Lâm là Trang Thanh Lan, Trang Kim Yến và Trang Kim Phụng. Trước đó đã có ca sĩ khác có nghệ danh là Mỹ Dung.
Năm 1967, bà ghi danh vào cuộc thi tuyển lựa ca sĩ do Đài Truyền hình Sài Gòn tổ chức. Sau buổi sơ khảo, nhạc sĩ Anh Bằng đến làm quen, khuyến khích bà theo con đường ca hát, khuyên bà vào học lớp nhạc Lê Minh Bằng. Trong thời gian học, bà được ông giới thiệu đến thâu cho "hãng dĩa Asia - Sóng Nhạc" nổi tiếng. Ca khúc đầu tiên "Hai mùa mưa" một sáng tác của Anh Bằng, được ký với bút danh Mạc Phong Linh - Mai Thiết Lĩnh bán rất chạy và trở nên nổi tiếng khắp miền Nam. Sau thành công này, bà được nhiều hãng dĩa khác mời cộng tác và có mặt trong các đoàn văn nghệ đi lưu diễn từ miền Nam ra miền Trung, có khi sang Lào.
Tên tuổi Trang Mỹ Dung bừng sáng đến đỉnh điểm vào năm 1971. Không may vào cuối năm 1973 (có nơi ghi 1974), bà gặp tai nạn giao thông trong một chuyến đi diễn ở miền Trung gây bể xương hàm. Sự nghiệp của bà vì thế mà phải tạm dừng một thời gian.
Sau sự kiện 30 tháng 4 năm 1975, Trang Mỹ Dung ở lại Việt Nam và tiếp tục ca hát. Sau khi mẹ bà qua đời vào năm 1997, bà không còn hát nhiều, thi thoảng xuất hiện tại phòng trà, sân khấu ca nhạc, chủ yếu là tham gia các chương trình ca nhạc từ thiện, Phật giáo.
Trang Mỹ Dung từng lập gia đình nhưng không có con. Hiện bà đang sống tại quận Gò Vấp, Thành phố Hồ Chí Minh.

## Băng, đĩa
Trước sự kiện 1975, Trang Mỹ Dung có thâu âm cho nhiều dĩa nhạc của các hãng như Asia Sóng Nhạc, Việt Nam, Nhạc Ngày Xanh, Capitol, Hồng Hoa và Thiên Thai. Bà góp giọng trong các băng nhạc như Kim Đằng, Premier, Sóng Nhạc,... Khoảng năm 2004, bà có làm album Trả lại thời gian để tặng bạn bè. Năm 2008, trung tâm băng nhạc Rạng Đông (trụ sở tại Việt Nam) phát hành CD Giọt buồn trong mưa gồm mười bài hát do bà thể hiện. Năm 2011, Apple Films (trụ sở tại Hoa Kỳ) phát hành album Đèn đêm phố nhỏ với tiếng hát Trang Mỹ Dung và nam ca sĩ trẻ Linh Vũ.

## Đánh giá
Soạn giả cải lương Kiên Giang nhận xét Trang Mỹ Dung có kỹ thuật truyền đạt lời hát rõ ràng, chính xác nhưng luyến láy theo cách rất riêng để làm rõ nghĩa thêm cho ca khúc. Ca sĩ Lan Ngọc đánh giá giọng ca Trang Mỹ Dung có chất trầm buồn, da diết nhưng không bi lụy, não nề.